# Griesheim

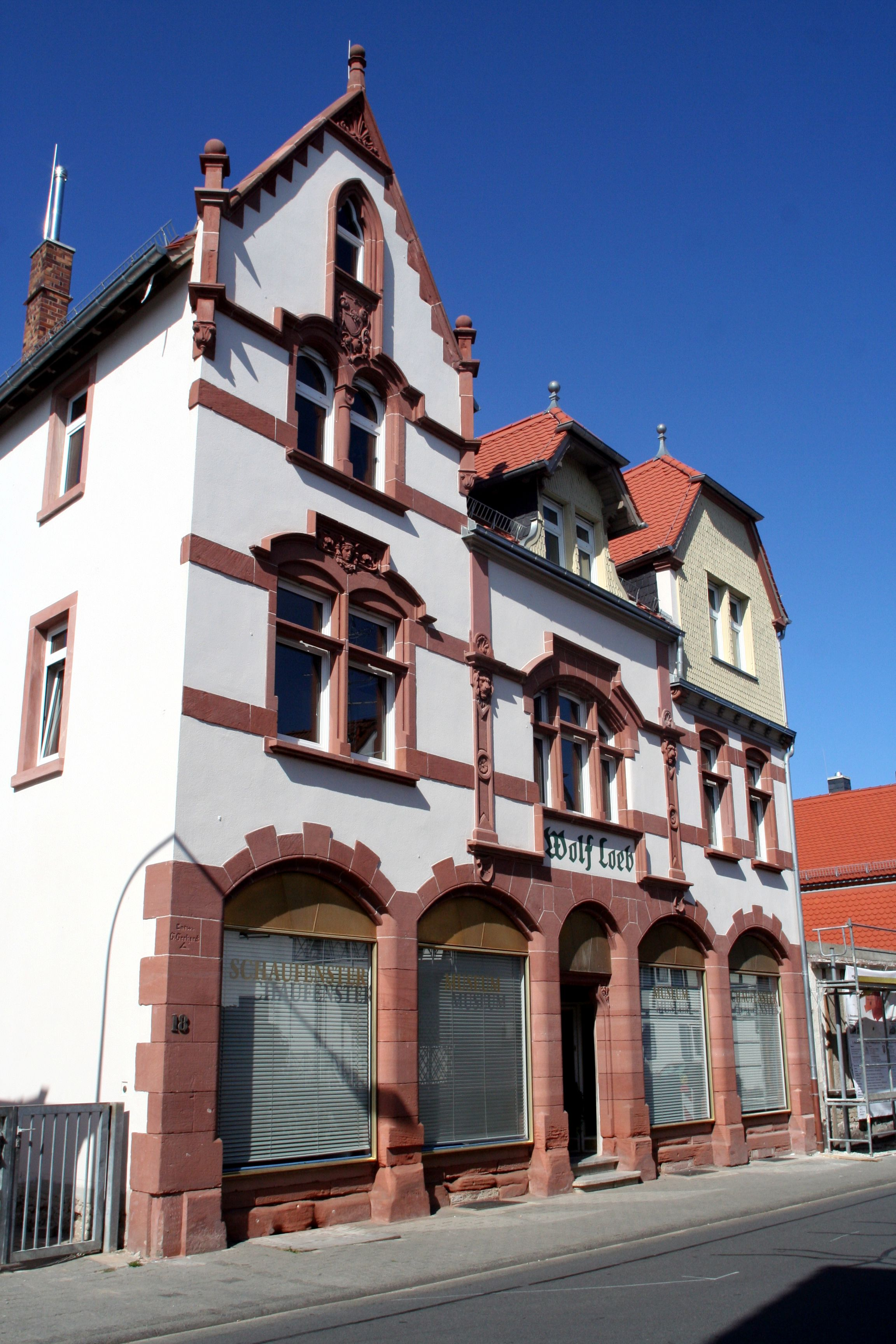
Muzeul local

Griesheim este un oraș din landul Hessa, Germania.